# Générargues
Générargues là một xã trong tỉnh Gard thuộc vùng Occitanie, phía nam nước Pháp. Xã Générargues nằm ở khu vực có độ cao trung bình 152 mét trên mực nước biển.